# Waldo (Arkansas)
Waldo – miasto w Stanach Zjednoczonych, w stanie Arkansas, w hrabstwie Columbia.